# ديفيد بي. نورمان
ديفيد بي. نورمان (بالإنجليزية: David B. Norman)‏ هو إحاثي بريطاني، ولد في 20 يونيو 1952.

## وصلات خارجية
- ديفيد بي. نورمان على موقع IMDb (الإنجليزية)